# Pentacanthoides brunneus
Pentacanthoides brunneus är en insektsart som först beskrevs av Victor Lallemand 1922.  Pentacanthoides brunneus ingår i släktet Pentacanthoides och familjen spottstritar. Inga underarter finns listade i Catalogue of Life.